# SC Dnipro-1
Sport Club Dnipro-1, ou simplesmente SC Dnipro-1, foi um clube de futebol ucraniano fundado em 2015 como um clube amador na cidade de Dnipro. Profissionalizou-se em 2017 e se tornou o sucessor não-oficial do FK Dnipro, herdando toda a infraestrutura do antigo clube inclusive sua academia.  Disputou a temporada 2023-24 da primeira divisão do Campeonato Ucraniano de Futebol.

## História
Fundado em 2015, pelos empresários Maksym Bereza e Hennadiy Polonskyi, seu escudo e nome provém da inspiração no Destacamento de Patrulha Especial da Polícia Dnipro-1, uma unidade paramilitar voluntária pró-Ucrânia criada durante a Guerra em Donbas, cujo pai de Bereza (Yuriy Bereza) liderava.

### Dnipro-1 e FK Dnipro
O clube é muito confundido com o FK Dnipro, que foi fundado mesma cidade em 1918. Seu maior feito foi ser finalista da Liga Europa na temporada 2014–15, perdendo a final para o Sevilla. O clube acabou extinto em 2019. As duas equipes chegaram a se enfrentar na terceira divisão do Campeonato Ucraniano na temporada 2017-18.[carece de fontes?]

### Profissionalização
O clube teve sua filiação à Liga de Futebol Profissional da Ucrânia em 2017.
Alguns meios de comunicação ucranianos (como UNIAN) anunciaram que o clube seria o sucessor do Futbolniy Klub Dnipro.
O primeiro jogo oficial do clube ocorreu em 9 de julho de 2017, onde venceu por 5X0 o FC Bukovyna Chernivtsi, pela Copa da Ucrânia 2017-18.[carece de fontes?]
Já o primeiro jogo na liga, ocorreu uma semana depois, em 15 de julho de 2017: vitória por 1X0 contra o Metalist 1925 pela primeira rodada da terceira divisão. Naquela temporada, o Dnipro-1 se tornou o segundo clube da terceira divisão a chegar nas semifinais da Copa da Ucrânia. O clube ficou em primeiro lugar no grupo B, e perdeu a final por 1X0 contra o Ahrobiznes Volochysk, primeiro colocado do grupo A.[carece de fontes?] Com o vice-campeonato, o clube foi promovido à segunda divisão.

### Título e Acesso
Em 2019, o clube sagrou-se campeão da segunda divisão ucraniana de 2018/19, o que culminou, também, o acesso à primeira divisão do Campeonato Ucraniano

## Elenco
Fonte: UPL
Nota: Bandeiras indicam equipe nacional, conforme definido pelas regras de elegibilidade da FIFA. Os jogadores podem ter mais de uma nacionalidade não-FIFA.
| N.º |          | Posição | Jogador              |
| --- | -------- | ------- | -------------------- |
| 3   | Ucrânia  | D       | Volodymyr Adamyuk    |
| 4   | Ucrânia  | D       | Vladyslav Dubinchak  |
| 5   | Portugal | D       | Nélson Monte         |
| 7   | Ucrânia  | A       | Artem Dovbyk         |
| 8   | Ucrânia  | M       | Ihor Kohut (capitão) |
| 9   | Ucrânia  | M       | Oleksiy Hutsulyak    |
| 11  | Ucrânia  | D       | Mykyta Kravchenko    |
| 12  | Roménia  | G       | Valentin Cojocaru    |
| 14  | Ucrânia  | M       | Yehor Yarmolyuk      |
| 15  | Ucrânia  | D       | Serhiy Lohinov       |
| 24  | Ucrânia  | M       | Valeriy Luchkevych   |
| 25  | Croácia  | A       | Mario Ćuže           |
| 29  | Ucrânia  | M       | Oleksandr Nazarenko  |

| N.º |         | Posição | Jogador                |
| --- | ------- | ------- | ---------------------- |
| 30  | Croácia | M       | Neven Đurasek          |
| 31  | Ucrânia | A       | Nazariy Rusyn          |
| 33  | Ucrânia | G       | Valeriy Yurchuk        |
| 39  | Ucrânia | D       | Oleksandr Svatok       |
| 44  | Ucrânia | G       | Yevhen Past            |
| 54  | Ucrânia | M       | Kostyantyn Domaratskyi |
| 55  | Ucrânia | M       | Kyrylo Khovayko        |
| 76  | Ucrânia | M       | Oleksandr Pikhalyonok  |
| 97  | Ucrânia | M       | Danylo Ihnatenko       |